# Keely Shaye Smith
Keely Shaye Smith (geboren am 25. September 1963), auch bekannt als Keely Shaye Brosnan, ist eine amerikanische Journalistin, Autorin, Fernsehmoderatorin, Korrespondentin und Schauspielerin.

## Berufliche Laufbahn
Smith trat zusammen mit Huey Lewis in dem MTV-Musikvideo Stuck with You auf, das vom 20. September bis zum 10. Oktober 1986 drei Wochen lang auf Platz eins der Billboard Hot 100 Liste stand. Sie erschien eine Saison lang als Valerie Freeman auf General Hospital (1989).
Für ABCs The Home Show, war sie sechs Jahre lang Umweltkorrespondentin, was ihr zwei Genesis Awards für ihre Berichterstattung über Tierbelange, einen Special Achievement Award beim Environmental Film Festival 1992 für ihre Arbeit mit Kindern und eine Nominierung von der Environmental Media Association (EMA) einbrachte. Women in Film, der Natural Resources Defense Council, EMA, Earth Cofmmunications Office, Heal the Bay, Oceana, Senatorin Barbara Boxer, Malibu Times und das Organic Style Magazine haben Smith für ihr anhaltendes Engagement für die Umwelt geehrt.
Weiterhin war sie von 1994 bis 1997 als Korrespondentin für die NBC-Sendung Unsolved Mysteries tätig.
Smith arbeitete auch als Gartenexpertin und Korrespondentin für Good Morning America und Mike and Maty von ABC sowie als Unterhaltungskorrespondentin für die Today Show von NBC, Entertainment Tonight von CBS und den World Entertainment Report von HBO. Des Weiteren moderierte sie Great Bears, eine Serie für das Outdoor Life Network.
Als TV-Produzentin schuf und moderierte Smith-Brosnan für PBS eine umweltbewusste Haus und Garten Sendung mit dem Titel Home Green Home.
Smith hat mehrere Artikel in der Zeitschrift Los Angeles Confidential veröffentlicht.

## Privatleben
Smith wuchs in Newport und Huntington Beach auf. Nach dem College zog sie nach New York City, um eine Karriere als Schauspielerin und Model zu verfolgen.
Am 8. April 1994 traf sie den Schauspieler Pierce Brosnan an einem Strand in Mexiko. Sie heirateten am 4. August 2001 in Ballintubber Abbey in der Grafschaft Mayo, Irland. Sie haben zwei Söhne (* 1997 und * 2001).

## Aktivismus
Bereits als Jugendliche setzte sie sich für die Rettung der Feuchtgebiete von Bolsa Chica, nördlich von Huntington Beach ein.
Von 1995 bis 2000 arbeiteten Smith und ihr zukünftiger Ehemann mit dem Natural Resources Defense Council und dem International Fund for Animal Welfare zusammen, um den Bau einer geplanten Salzfabrik in Laguna San Ignacio, Baja California Sur, Mexiko, zu verhindern.
2007 kämpfte das Ehepaar auch erfolgreich gegen die Cabrillo Port Liquefied Natural Gas-Anlage, die vor der Küste von Oxnard und Malibu vorgeschlagen wurde; die State Lands Commission verweigerte schließlich den Pachtvertrag für den Bau des Terminals.
Ebenfalls 2007 spendeten die Brosnans 100.000 Dollar, um den Ersatz eines Spielplatzes auf der hawaiianischen Insel Kauai zu unterstützen.
Im Jahr 2009 besuchten die Brosnans das Weiße Haus, um den Kongressabgeordneten Bill Delahunt und Eni Faleomavaega bei der Einführung von Gesetzen zu helfen, die Schlupflöcher für den kommerziellen und wissenschaftlichen Walfang weltweit schließen sollten. Im gleichen Jahr sagten beide Brosnans in Washington, D.C. vor der amerikanischen Umweltschutzbehörde aus, um den Gesetzesentwurf Clean Energy and Security Act zu unterstützen. Im Senat kam es wegen fehlender Mehrheit innerhalb der Demokratischen Partei gegen die starke Opposition jedoch zu keinem Beschluss.
2017 produzierten die Brosnans den preisgekrönten Dokumentarfilm Poisoning Paradise über die giftige landwirtschaftliche Umwelt von Kauai, der Anfang 2018 weltweit veröffentlicht werden soll. Smith und Teresa Tico führten Regie.
Das Ehepaar engagiert sich für die Umwelterziehung im Unterricht und sponsert das Jugend- und humanitäre Programm Roots and Shoots der langjährigen Freundin Jane Goodall.